# Georges II Xiphilin
Pour les articles homonymes, voir Georges II.
Georges II Xiphilin (en grec : Γεώργιος Β΄ Ξιφιλίνος) est patriarche de Constantinople de 1191 à 1198.

## Biographie
Georges II Xiphilin exerce son patriarcat du 10 septembre 1191 au 7 juillet 1198.